# Kotasaari (ö i Lappland, Norra Lappland, lat 69,27, long 28,14)
Kotasaari, nordsamiska: Kuátisuálui, är en ö i Finland. Den ligger i sjön Hammasjärvi och i kommunen Enare i den ekonomiska regionen Norra Lappland och landskapet Lappland, i den norra delen av landet, 1 000 km norr om huvudstaden Helsingfors. Öns area är 19,4 hektar och dess största längd är 1 kilometer i sydväst-nordöstlig riktning.